# Viaduc du Préto
Le viaduc du Préto a été construit par Louis Harel de la Noë pour les chemins de fer des Côtes-du-Nord pour la ligne Yffiniac - Matignon. Il était situé sur la commune de Pléneuf-Val-André.

## Histoire
La construction du viaduc du Préto a duré dix ans, entre 1913 et 1922, en raison de la Première Guerre mondiale. Il a été emprunté par les trains de la ligne côtière est du département durant 26 ans, avant d'être oublié dans les différents inventaires du patrimoine.
Il est détruit fin octobre 1968 par la 173e compagnie du Génie d'Angers.

## Caractéristiques
Ses principales caractéristiques sont :
- 4 travées de 12 m
- longueur totale : 92,25 m
- hauteur : 11,95 m